# Heliocheilus lupatus
Heliocheilus lupatus là một loài bướm đêm thuộc họ Noctuidae. Nó được tìm thấy ở Kentucky và miền trung Connecticut phía nam (qua Georgia, North Carolina và South Carolina) tới Florida và Texas.
Trước đây nó có tên đồng nghĩa là Heliocheilus turbata.
Sải cánh dài khoảng 28 mm. Có một lứa một năm.
Ấu trùng ăn nhiều loại cỏ.

## Hình ảnh

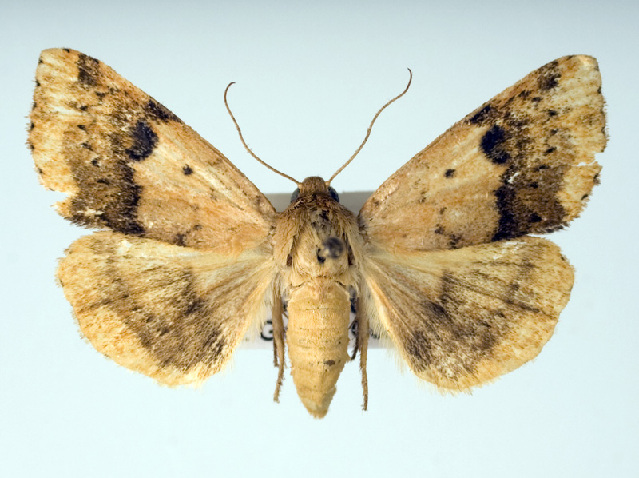
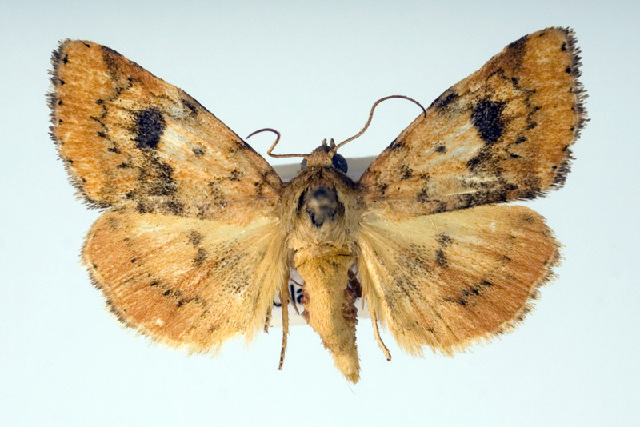